# U 442
U 442 war ein deutsches U-Boot vom Typ VII C der Kriegsmarine.

## Geschichte

### Bau und Indienststellung
Die Kiellegung von U 442 war am 19. Oktober 1940 auf der Danziger Werft der F. Schichau GmbH. Es wurde am 21. März 1942 als Ausbildungsboot bei der 5. U-Flottille in Dienst gestellt. Am 1. Oktober desselben Jahres wurde das Boot der 7. U-Flottille in Saint-Nazaire zugeteilt und als Frontboot eingesetzt.

### Einsätze

#### Erste Feindfahrt
U 442 unternahm während seiner Dienstzeit eine Feindfahrt im Anschluss an die Überführungsfahrt von Kiel (dem Stützpunkt der 5. U-Flottille) nach Saint-Nazaire vom 17. September bis zum 16. November 1942. Operationsgebiet des Bootes war der Nordatlantik östlich von Neufundland. Kommandant Hesse versenkte auf dieser Fahrt zwei Schiffe mit insgesamt 8434 BRT:
- am 25. September den britischen Frachter Empire Bell (Lage)
- am 4. November den britischen Frachter Hatimura (Lage)[A 1]

Zudem wurde am 2. November der griechische Frachter Parthenon attackiert. Der Aufschlag des Torpedos konnte zwar erhorcht werden, doch eine Explosion erfolgte nicht.

#### Zweite Feindfahrt
Die zweite Feindfahrt am 20. Dezember 1942 wurde gleichzeitig die letzte des Bootes. U 442 versenkte auf dieser Fahrt:
- am 9. Januar 1943 aus dem Geleitzug TM 1 den britischen Tanker Empire Lytton (Lage)
- am 27. Januar den amerikanischen Dampfer Julia Ward Howe (Lage),

insgesamt also 16.983 BRT.

### Verbleib
Das U-Boot wurde am 12. Februar 1943 von britischen Hudson-Flugzeugen westlich von Kap St. Vincent versenkt (Lage). Die gesamte Bootsbesatzung (48 Seeleute) kam ums Leben.